# ماري فاغنر
ماري فاغنر (بالإنجليزية: Marie Wagner)‏ (و. 1883 – 1975 م) هي لاعبة كرة مضرب، من الولايات المتحدة الأمريكية، ولدت في فريبورت، نيويورك، توفيت عن عمر يناهز 92 عاماً.

## جوائز
حصلت على جوائز منها:
- قاعة مشاهير كرة المضرب الدولية (1969).[2]

## روابط خارجية
- ماري فاغنر على موقع قاعة مشاهير كرة المضرب الدولية (الإنجليزية)